# Zvonimir Buljević
Zvonimir Buljević (Cetinje, 19. rujna 1933. – Split, 9. studenog 2006.) bio je hrvatski pisac i snimatelj.

## Životopis
Završio je osnovnu školu i nižu gimnaziju u Splitu. Tamo je završio i zanat za električara i fotografa. Od 1958. radio je kao fotograf u Urbanističkom zavodu za Dalmaciju u Splitu. Od 1978. radio je u Zavodu za zaštitu spomenika kulture. Bio je član Društva književnika Hrvatske.
Snimio je tri amaterska filma:
- „Vinko 67”
- „Jutra”
- „Na kraju puta – San”

### Članci
- Mužinić, Zdravko. 1989. Buljević, Zvonimir. Hrvatski biografski leksikon. Zagreb.  journal zahtijeva |journal= (pomoć)